# 名久井麻利
名久井 麻利（なくい まり、1983年7月7日 - ）は、フリーアナウンサー、元東北放送（TBC）のアナウンサー。

## 人物
岩手県盛岡市出身。上智大学外国語学部英語学科を卒業後、2007年にTBC入社。既婚。
東北放送のアナウンサー6人とフリーアナウンサーのロジャー大葉で結成したバンドMic Breakersのボーカル担当としても活動している。
流暢な英会話ができ、特技は大学で習ったフィリピン語である。
大学時代にもニュース番組のキャスターや情報番組のリポーターとして活躍したことがある。
2011年3月11日に発生した東北地方太平洋沖地震を、『サンドのぼんやり〜ぬTV』のロケで訪れていた宮城県気仙沼市で、サンドウィッチマンや番組スタッフと共に経験。この際、気仙沼の港に津波が押し寄せ、続けて沿岸部で火災が発生した時の、番組スタッフが撮影していた映像（全国ネットでも放映された）には、その模様を実況する名久井の声も入っており、この映像と音声はTBCが制作・発売したDVD『東日本大震災の記録〜3・11 宮城〜』の中の気仙沼のパートに、比較的長く収められている。
2014年4月、一般男性と同年3月に結婚したことをTBC公式サイト内のアナウンサーブログで公表した。
2015年10月、産休・育休に入ることを同アナウンサーブログで公表。TBCでのアナウンサー業は継続する予定。
2016年12月、産休・育休を終え、アナウンサーとして復帰した。
2023年1月、TBCを退社。退社後はフリーアナウンサー、広報・PRプロデューサーとして活動。

## 過去の担当番組

### テレビ
- サンドのぼんやり〜ぬTV（2008年4月22日 - 2015年5月22日[注釈 1]、初代アシスタント。また、アシスタントの代休で代わりに出演することもあった）
- ウォッチン!みやぎ（木・金曜日担当 2013年9月 - 。なお、2009年3月30日から2013年3月26日までは月・火曜担当、2013年4月5日から2013年8月までは金曜担当であった）
- ウォッチン！プラス－絆みやぎ－(2013年4月7日 - 2015年6月）
- サタデーウォッチン!（2018年4月7日 - ）MC
- ウォッチン!みやぎ   ※産休後、コーナー担当不定期。
- 河北新報ニュース　※不定期
- TBCニュース  ※不定期

### ラジオ
- Love Music
- YAGIYAMA発 ラジオな気分（木曜ラジオカー）
- ロジャー大葉のラジオな気分（月曜パーソナリティー 2015年3月30日 - ）
- 火曜日から金曜日の夜9時から10時までTBCアナウンサーが生で喋ってます。略して「カマス」（火曜・水曜）
- こども音楽コンクール
- TBCイーグルスナイター・ジングル（一部を担当。中継には関わっていない）
- ランチボックス-L（木曜担当：2012年4月 - 2015年9月、金曜担当：2017年10月 - 2018年3月）
- COLORS（水曜担当、2017年4月 - 2018年9月）
- en∞Voyage（2018年10月 - 2021年6月24日放送を最後に急遽降板 ）
- 河北新報ニュース   ※不定期
- TBCニュース   ※不定期

### その他（単発出演など）
- 世紀のワイドショー!ザ・今夜はヒストリー（2011年11月30日、伊達政宗毒殺未遂を伝えた架空ニュース番組のキャスター）※TBSテレビ制作
- 音楽の日2012（2012年7月14日、中継リポーター）※TBSテレビ制作

## 大学時代の担当番組
- News Access（BS朝日）キャスター
- 朝日ニュースターニュースキャスター
- 全国お祭りチャンネルリポーター